# Kees van Urk
Cornelis Jan (Kees) van Urk (Leiden, 26 maart 1895 – Blaricum, 3 september 1976) was een Nederlandse kunstschilder, tekenaar, etser en lithograaf.

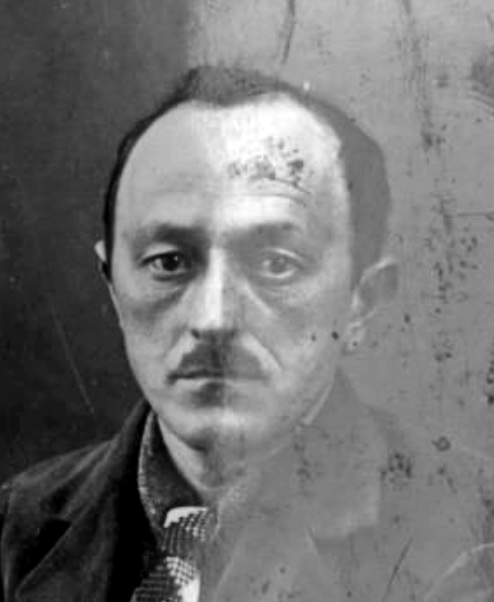
Kees van Urk, 1934

## Biografie
Van Urk werd geboren in Leiden, als zoon van onderwijzer Hendrik Thomas van Urk en Jantje Veen. Zijn broer Arend Thomas van Urk (1891-1977) was ook schilder en daarnaast natuurkundige. 
Van Urk volgde een opleiding aan de Haagse Kunstacademie en was leerling van de schilder en etser Maurits van der Valk. Hij behoorde tot de modernen binnen de Leidse Kunstclub De Sphinx, waarvan hij samen met o.a. Theo van Doesburg en J.J.P. Oud oprichter was. Van Urk experimenteerde met verschillende stijlen zoals impressionisme, kubisme en oosterse kunstvormen. Hij was idealist, dienstweigeraar, socialist, had belangstelling voor oosterse filosofieën en werd later Rozenkruiser.  Van Urk woonde en werkte in Leiden, Bussum, Barchem en Blaricum.  

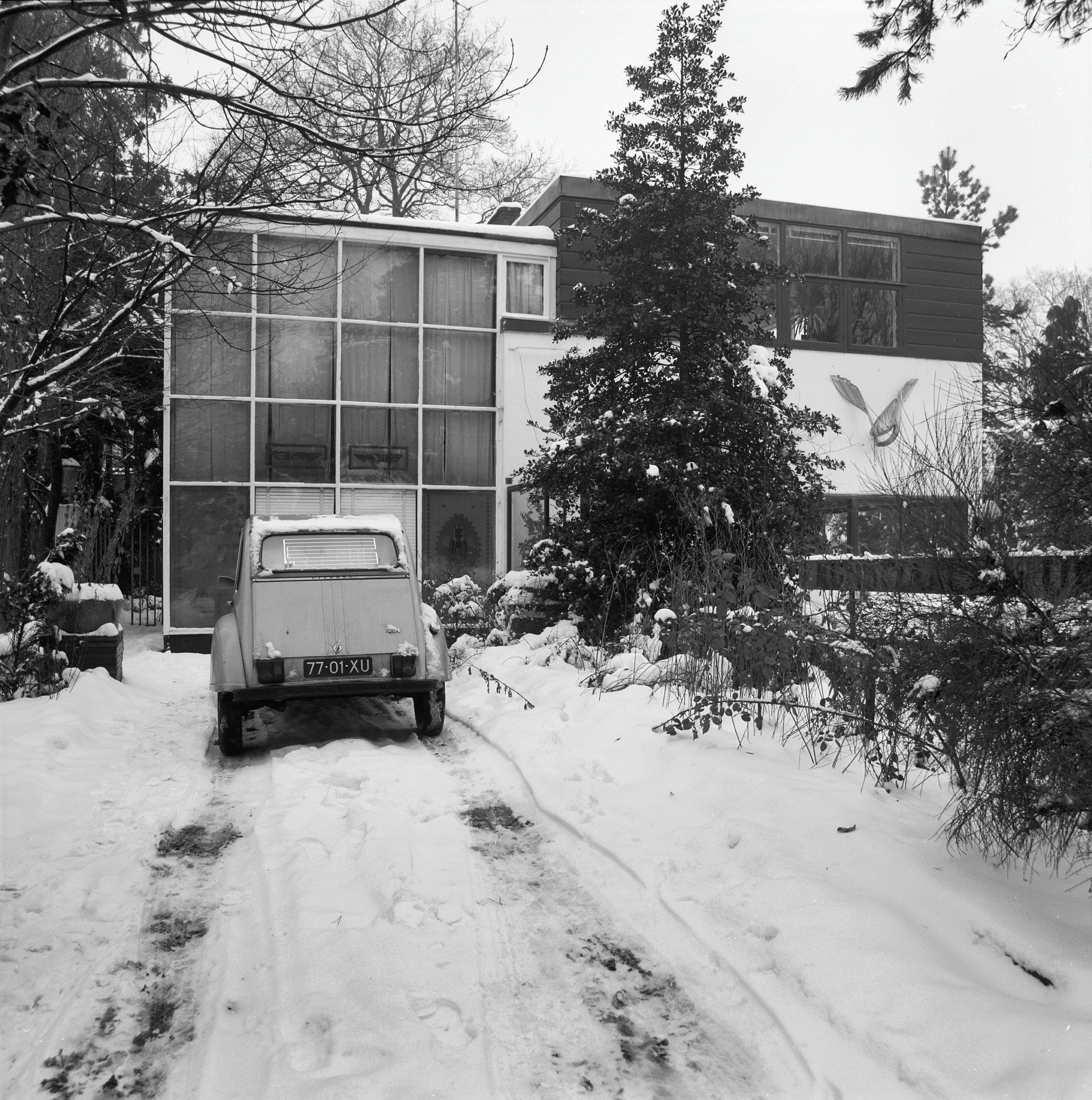
Zwaluwenweg 4 Blaricum, in 1981

Van Urk liet in 1931 een woning bouwen aan de Zwaluwenweg 4 in Blaricum door architect Gerrit Rietveld. Hij dreef in dit huis zijn eigen galerie De Ark; hij wilde niet gebonden zijn aan een galeriehouder. 
Hij exposeerde in binnen- en buitenland, onder andere in Rotterdam, Haarlem, Arnhem, Wenen, Parijs en Warschau. In 1975 had hij een ere-expositie in het Singer Museum te Laren ter gelegenheid van zijn tachtigste verjaardag.
Werk van Van Urk is onder meer te vinden in het Rijksprentenkabinet en Museum De Lakenhal.
Behalve van De Sphinx was Kees van Urk lid van De Onafhankelijken, Gooische Kunstkring, De Grafische, Sint Lucas en Kunstenaarsvereniging Laren-Blaricum. 
- Biografisch Portaal: 54401752
- Nederlandse Thesaurus van Auteursnamen: 322128609
- RKD-Nederlands Instituut voor Kunstgeschiedenis: 78821
- Virtual International Authority File: 291559872
- WorldCat: E39PBJk4CJP6w9fjkxrhHqcVmd